# Ludmila Forétková
Ludmila Forétková, rozená Kučerová (8. května 1925 Kněžpole u Uherského Hradiště – 9. ledna 2009 Uherské Hradiště), byla česká herečka.

## Život
Narodila se do rodiny v obci, kde existovaly velmi silné divadelní tradice. Její rodiče se divadelnímu umění amatérsky věnovali rovněž, a proto byla cesta této herečky na divadelní prkna přímo předurčena, i když její rodiče byli rolníci (čili se živili zemědělstvím), měli vlastní hospodářství.
Divadelníky v Kněžpoli organizoval tak zvaný „Vzdělávací spolek“. Jak uvádějí pamětníci, dokázalo amatérské divadlo v Kněžpoli vyprodukovat až šest divadelních premiér do roka, což je úctyhodné číslo i na dnešní poměry. V období Protektorátu Čechy a Morava však už pro divadelní činnost nepanovaly tak příznivé podmínky, a tak se vyspělí amatérští herci sdružovali do větších celků. Zásluhu na divadelní činnosti na Slovácku v obci Kunovice měl režisér Hynek Horsag, který pod záminkou, že hraní divadla je ryze folklórní záležitostí, dokázal provoz amatérského divadla během okupace zachovat a pod svá křídla shromáždil talentované amatérské divadelní herce z širšího okolí. Do svého souboru přizval také Ludmilu Forétkovou. Podle dochovaných tiskovin soubor za těžkých protektorátních podmínek nastudoval drama Maryša bratří Mrštíků, kde hrála Ludmila Forétková titulní roli a režisér inscenace Francka. Inscenace dosáhla takové kvality, že byla pozvána na pražskou divadelní přehlídku v roce 1943. Jak svědčí dobové dokumenty, znamenala v tehdejším dusném protektorátním prostředí značné povzbuzení i pro náročné pražské diváky.
Po osvobození v roce 1945 se v regionálním prostředí Ludmila Forétková proslavila především svou radikální dramaturgickou úpravou hry Matka Jugovičů, kdy dokázala do inscenace dopsat zajímavé monology i herečkám, které původně nechtěly účast v inscenaci přijmout, protože se jim svěřené úkoly zdály příliš malé.
Na konci čtyřicátých let odvedly Ludmilu Forétkovou od divadla mateřské povinnosti. Z manželství s B. Gasnárkem se jí narodily dvě dcery: česká herečka Alexandra Gasnárková, která mimo účinkování v řadě filmů (Nejslavnější z nich se jmenoval Diagnóza smrti.) a televizních inscenací prožila celou svou hereckou kariéru v Národním divadle moravskoslezském v Ostravě (nar. 1946) a Manuela Gogolová (nar. 1949), která se sice herecké kariéře nevěnovala, ale její půvab je navěky uchován v kultovním filmu Žert podle románu Milana Kundery, kde se jako mladá maminka prochází na začátku filmu po ulicích Uherského Hradiště.
Zářivá kariéra amatérské herečky nakonec Ludmilu Forétkovou dovedla až do angažmá ve Slováckém divadle v Uherském Hradišti. Tam nastoupila v roce 1951 zpočátku jako inspicientka. V roce 1952 divadlo nastudovalo inscenaci Gazdina roba (premiéra 22. listopadu). Do titulní role Evy Krajčírky režisér Miroslav Zéda původně obsadil Jitku Frantovou, po jejím odchodu v roce 1953 byla tato role nabídnuta právě Ludmile Forétkové, a tak díky této roli zahájila svou profesionální divadelní kariéru. Inscenace byla zřejmě velmi úspěšná, protože i na tehdejší dobu dosáhla mimořádných 94 repríz. Rázovité postavy ze Slovácka byly této herečce osudem, protože v roce 1955 ji režisér Alois Hajda obsadil do role Jenůfky v inscenaci Její pastorkyňa. Tato inscenace byla dokonce vybrána do televizního přenosu, který v pražském studiu realizovala režisérka Eva Sadková. Televize tentokrát ovšem vysílala naživo a záznam se nepořizoval. Podle dobových dokumentů se jednalo o velmi pozoruhodnou inscenaci, doplněné živou interpretací cimbálové muziky Hradišťanu s tehdejším primášem Jaroslavem Staňkem. Ludmila Forétková díky této inscenaci zaznamenala jeden ze svých uměleckých vrcholů a na její účinkování v této hře i v televizní inscenaci vzpomínali její příznivci ještě po několika desetiletích a její popularita přinejmenším v regionálním měřítku obrovsky stoupla. V té době se jí ovšem rozpadlo manželství a po rozvodu se seznámila s nově příchozím hercem Slováckého divadla Luďkem Forétkem, za něhož se zanedlouho provdala.
Oba manželé však byli nuceni díky neférovému jednání Miroslava Zédy, který se stal ředitelem Slováckého divadla 1. 8. 1956, z angažmá v Uherském Hradišti odejít. Ludmila Forétková do divadla v Klatovech, Luděk Forétek do divadla v Kolíně. Naštěstí byl 18. listopadu 1958 Miroslav Zéda z funkce ředitele odvolán a se svolením nového ředitele SD Josefa Burdy nový umělecký šéf hradišťského divadla Alois Hajda pozval talentovaný herecký pár zpět do angažmá v Uherském Hradišti. Zcela symbolicky byla první rolí Ludmily Forétkové po návratu do bývalého angažmá opět Eva Krajčírka v Gazdině robě v režii Vladimíra Štrose (premiéra 20. prosince 1958). Následovala poté celá série zajímavých rolí. Ve Slováckém divadle působila herečka až do roku 1967 s krátkou pauzou, zapříčiněnou mateřskou dovolenou, kdy se jí 18. února 1961 narodila pozdější herečka Ludmila Forétková mladší. (Ta účinkovala mimo jiné ve filmu Šmankote, babičko, čaruj! nebo v televizních seriálech Kam padají hvězdy a Ordinace v růžové zahradě.)
V roce 1966 rozhodlo tehdejší komunistické vedení okresu Uherské Hradiště o likvidaci Slováckého divadla a rozpuštění tamního divadelního souboru. Divadlo navzdory restrikcím naštěstí přežilo, ale Ludmila Forétková se svým partnerem již nechtěli na nic čekat a přijali angažmá v Severomoravském divadle v Šumperku, kam nastoupili 1. srpna 1967. V šumperském divadle pak oba herci prožili i zbytek své profesionální kariéry. Luděk Forétek se stal dokonce i ředitelem tamního divadla, v roce 1988 však náhle zemřel. Ludmila Forétková zůstala šumperské scéně věrná až do svého odchodu do důchodu v roce 1989 a dokud to bylo možné v divadle hostovala i nadále.
Jejím osudem se staly role rázovitých lidových postav. Ve hře Gabriely Preissové Gazdina roba postupem času a díky opětovném nastudovávání této hry na různých scénách mimo roli Jenůfy odehrála i Rychtářku, Kolušinu, Barenu, Kostelničku a v roce 1988 se s touto hrou rozloučila v roli Babičky. V Gazdině robě si kromě role Evy zahrála i Mešjanovku, v Maryši si kromě titulní role zahrála později Strouhalku. V Jitřní paní ji potkaly role Matky i Telvy, ve Strakonickém dudákovi Kordula, ve Hrátkách s čertem Káča, v Ženském zákoně její milovaná Zuza Javorová. Kromě lidových typů však hrála role i velmi důstojné, jako byla například Titanie v Shakespearově Snu noci svatojánské. Posledním vrcholem její kariéry byla Strunová v Hrubínově Křišťálové noci v režii Petra Lokaje v roce 1988.
Severomoravské divadlo v Šumperku s touto herečkou počítalo i po společenských změnách v roce 1989. I po svém odchodu do důchodu se na jevišti objevovala v roli slečny Elis v muzikálu  Filosofská historie a začala studovat roli v Kunderově Ptákovině, nicméně autor tuto inscenaci zakázal a k další umělecké spolupráci herečky se šumperským divadlem již nedošlo.
Po úmrtí manžela Luďka Forétka (1988) i po odchodu její dcery Ludmily do angažmá v Uherském Hradišti (1991) ji pak již v Šumperku nic nedrželo a vrátila se do kraje svého mládí, na Slovácko. I když se jednalo o jejím hostování ve Slováckém divadle, Ludmila Forétková nakonec nabídku odmítla, a tak si ji tamní diváci budou navždy pamatovat tak, jak vypadá na dobových fotografiích. Mladou a tolik podobnou Haně Vítové.
Svět filmu se však k ní zachoval poněkud macešsky. Mimo nezaznamenané televizní inscenace se jenom mihla v legendárním filmu Kladivo na čarodějnice, který se v Šumperku natáčel.
Zemřela 9. ledna 2009 v Uherském Hradišti. Kromě dětí a vnoučat po ní zůstala celá řada dobových dokumentů a fotografií.